# Lee Gregory
Pour les articles homonymes, voir Gregory.
Lee Andrew Gregory est un footballeur anglais, né le 26 août 1988 à Sheffield. Il évolue au poste d'attaquant avec Mansfield Town.

## Biographie
Lee Gregory inscrit 29 buts en cinquième division anglaise avec le club d'Halifax Town lors de la saison 2013-2014.
Le 17 juin 2014, il rejoint le club de Millwall. Le 25 avril 2015, il est l'auteur d'un triplé en Championship (D2 anglaise), contre le club de Derby County (match nul 3-3). Avec Millwall, il inscrit 18 buts en League One (D3 anglaise) lors de la saison 2015-2016.
A l'issue de la saison 2018-2019, il est libéré par Millwall. Le 25 juin 2019, il rejoint Stoke City.
Le 1er février 2021, il est prêté à Derby County.
Le 5 août 2021, il rejoint Sheffield Wednesday.
Le 15 mai 2024, Mansfield Town annonce la capture de Gregory.